# 工作暑熱警告
工作暑熱警告（英語：Heat Stress at Work Warning）是為讓僱主明白僱員在酷熱天氣下工作的熱壓力水平之警告訊號，由香港的勞工處發出，並由香港天文台協助製作和傳送信息。當工作暑熱警告生效後，會每隔一小時自動更新一次。期間若出現更高警告級別，會提早作出更新。僱主需在工作暑熱警告公佈後及於每小時更新宣佈警告維持有效後緊接的一小時內，因應僱員工作的勞動量作出相應的休息安排。
自推行措施以來，工作暑熱警告於2023年5月18日首次發出，黃色工作暑熱警告於當日下午1時50分至3時50分生效。

## 紀錄之最
- 生效時間最長：2025年7月17日07:00至19:00，共持續12小時（由發出警告至取消所有警告視為一次，發出更高警告或改發較低警告不會分開計算）。
- 同一日內發出最多次數：2023年6月2日、21日及7月28日，分別共發出3次（由發出警告至取消所有警告視為一次，發出更高警告或改發較低警告不會分開計算）。

## 分類
工作暑熱警告基於天文台於京士柏的香港暑熱指數測量數據，發出、更新或取消警告是透過電腦系統按香港暑熱指數數據及天文台「極端酷熱特別天氣提示」自動進行檢測、製作和傳送，不經人手修訂，為顯示僱員在戶外或沒有設置空調系統的室內環境工作時面對的熱壓力水平，勞工處將工作暑熱警告分為黃色、紅色及黑色三級，與香港天文台的暴雨警告信號的顏色一致。
| 香港暑熱指數 | 工作暑熱警告 | 工作暑熱警告                 |
| ------------ | ------------ | ---------------------------- |
| 30至少於32   | 黃色         | 表示部份工作環境的熱壓力頗高 |
| 32至少於34   | 紅色         | 表示部份工作環境的熱壓力甚高 |
| 大於或等於34 | 黑色         | 表示部份工作環境的熱壓力極高 |

此外，由2024年5月起，如果天文台發出有關極端酷熱的特別天氣提示，即使香港暑熱指數未達至上述發出門檻，勞工處亦會發出黃色工作暑熱警告。
根據勞工處指引，工作暑熱警告生效時戶外露天工作的休息安排根據工作量和工作警告而定。工作勞動量則分為：
- 輕勞動：坐著或站立時使用手臂和腿部進行輕鬆的活動（如保安員、物業管理員、交通指揮員等）

- 中等勞動：持續使用手部的活動或使用手、腳和身體軀幹的活動（如廚師、清潔工、噴灑除害劑或消毒劑的工人、園藝工人、回收業工人、貨櫃操作員、貨運從業員、送貨工人、郵政和速遞人員、機電業工人、髹漆工人、批盪工人、挖土機操作員等）

- 重勞動：強烈地運用手臂和身體軀幹操作手動工具或機器的活動或搬運重物（如搬運工人、釘板工人、混凝土工人、灌漿工人等）

- 極重勞動：極急速地進行重勞動的活動（如紮鐵工人、棚架工人、正接受體能訓練的僱員等）

### 休息安排
工作暑熱警告生效時戶外露天工作的休息安排如下：
|              | 工作量                      | 工作量                      | 工作量                      | 工作量                      |
| 工作暑熱警告 | 輕勞動                      | 中等勞動                    | 重勞動                      | 極重勞動                    |
| ------------ | --------------------------- | --------------------------- | --------------------------- | --------------------------- |
| 黃色         | -                           | 每小時工作45分鐘 休息15分鐘 | 每小時工作30分鐘 休息30分鐘 | 每小時工作15分鐘 休息45分鐘 |
| 紅色         | 每小時工作45分鐘 休息15分鐘 | 每小時工作30分鐘 休息30分鐘 | 每小時工作15分鐘 休息45分鐘 | 暫停工作                    |
| 黑色         | 每小時工作30分鐘 休息30分鐘 | 每小時工作15分鐘 休息45分鐘 | 暫停工作                    | 暫停工作                    |

## 錯誤
2023年8月15日，勞工處原先打算指出黃色工作暑熱警告「將於下午12時40分生效」，惟下午12時57分才作出公布，是首次發出公布時，追溯生效時間。勞工處及天文台回應指，工作暑熱警告系統曾於當日中午出現技術故障，以至黃色工作暑熱警告信息未能及時發放，已在短時間內修正。勞工處會與天文台商討並加強系統，避免類似事件再發生。

## 爭議
由於工作暑熱警告建基於天文台於京士柏的香港暑熱指數測量數據自動發出，不經人手修訂，而當有關指數徘徊在30並出現較頻密的波動時，便出現同一日之內取消及重新發出工作暑熱警告的情況，若警告短時間內「又上又落」，會對僱主及戶外工作僱員感到混亂。
2023年6月2日，勞工處先後三次發出及取消工作暑熱警告（11:50至13:50、14:00至15:00、15:20至16:20）。有工會對此批評兒戲，亦有商會批評警告在短期內多次發出，會令業界難以跟從指引。勞工處回覆指，當日下午京士柏的香港暑熱指數出現較頻密的波動，因此天文台電腦系統按香港暑熱指數數據自動進行檢測時，出現同一日之內取消及重新發出工作暑熱警告的情況。
此外，亦有工會認為只以京士柏所測量的香港暑熱指數數據發出警告代表性不足，建議當局需要考慮增設監察點，或發出警告時加入更多考慮因素，包括氣溫、天文台的酷熱天氣警告及「極端酷熱天氣」特別提示等。
而香港建造商會亦指業界認為指引難以操作，並邀約業界代表制定可操作的指引 ，提出不分工種及固定時間休息概念，期望在切實可行下，執行防中暑措施。
曾擔任天文台台長的李本瀅在其社交媒體撰文指，工作暑熱警告只反映過去或實時情況，未能反映隨後數小時內的情況，而警告的發出指標（即香港暑熱指數）與天氣有關，只有天氣預報員才能最貼近天氣變化情況，因此勞工處業務上實際有需要建立有關警告工作暑熱運作諮詢機制，定時或有需要時找天文台預報員商談最新的天氣評估，避免因暑熱指數的短暫變化而於短時間內取消及重發工作暑熱警告的尷尬情況，減少擾民。
另一位曾擔任天文台台長的岑智明亦在報章撰文指，工作暑熱警告多次在短時間內反覆發出及取消，效果未如人意、執行繁複，亦引起混亂。指警告是基於香港暑熱指數發出，但香港暑熱指數開發時只是考慮對大眾的影響沒評估長時間在戶外工作人士的暑熱風險。他建議使用國際認可的「濕球黑球溫度」，以一小時平均值作參考。又認為資訊不是愈多愈好，故建議把酷熱天氣警告及工作暑熱警告兩套系統整合，令市民及早掌握資訊趨吉避凶，亦方便各部門協調應變計劃。勞工處回應指，正與天文台商討有哪些地方可以作一些微調，以及共同探討進一步改善系統的空間和方法，包括調整系統的技術參數，減少在短時間內反覆發出及取消的情況。
綠色和平於7月三個酷熱日子的正午時份在7個建築工地外同步測量濕球黑球溫度（WBGT）數據，結果顯示全港各工地的熱壓力存在極大差異。另外，綠色和平翻査資料，發現自2014年有暑熱指數紀錄以來，大部份酷熱日子的暑熱指數僅達黃色警告的門檻，達紅色警告門檻只有四日，達黑色警告門檻的酷熱日子更是從未出現，認為暑熱警告的門檻過高，難以保障工人的安全。綠色和平建議各工地監測WBGT熱壓力指數，以及工作暑熱警告的分級與天文台炎熱及酷熱相關警告/提示掛勾，且政府部門應帶頭調整工程合約容許因極端酷熱而延長施工期。
勞工處於2024年起為盡量減少警告取消後在短時間內重發的情況，於是透過天文台的協助，調整工作暑熱警告的取消機制。同時，勞工處在發出、更新或取消工作暑熱警告時，也會參考天文台的極端酷熱特別天氣提示。如果天文台發出極端酷熱特別天氣提示，即使香港暑熱指數未達至發出工作暑熱警告的水平，勞工處亦會發出黃色工作暑熱警告。